# Langues en Papouasie-Nouvelle-Guinée
Les langues officielles de la Papouasie-Nouvelle-Guinée sont le tok pisin, l'anglais, le hiri motu ainsi que la langue des signes papouasienne.
Le tok pisin, un pidgin à base lexicale anglaise, et bien que n'étant la langue maternelle que de 50 000 locuteurs, est la langue la plus largement parlée à travers la Papouasie-Nouvelle-Guinée, servant de langue véhiculaire dans le pays. Selon le recensement du pays de 2011, 57 % des Papouasiens de 10 ans et plus savent la lire et l'écrire (contre 44 % en 2000). C'est la langue véhiculaire qui progresse le plus en alphabétisation, devant l'anglais.
Ce pidgin a connu un développement spectaculaire durant tout le XXe siècle, s’immisçant à tous les niveaux d'utilisation : parlement, journaux, radio, Églises, et dans la vie de tous les jours, avec une extension rapide de la palette de fonctions l'employant, une croissance graduelle de sa complexité lexicale et structurelle, son adoption par un nombre grandissant de médias, son changement de statut de langue de travail coloniale à langue de débats politiques et d'identité nationale.
L'anglais, bien qu'étant l'une des langues officielles et la langue des affaires et du commerce, n'est la langue maternelle que de 50 000 locuteurs, mais selon le recensement du pays de 2000, 49 % des Papouasiens de 10 ans et plus savent la lire et l'écrire (contre 39 % en 2000). La Papouasie-Nouvelle-Guinée est membre du Commonwealth.
Le hiri motu, un pidgin à base lexicale motu, est également l'une des langues officielles. Selon le recensement du pays de 2000, 5 % des Papouasiens de 10 ans et plus savent la lire et l'écrire (en régression, 6,0 % en 1990, 4,9 % en 2000, 4,7 % en 2011). Elle demeure la seconde langue véhiculaire du pays avec 186 000 locuteurs langue seconde (elle n'est la langue maternelle que de très peu de personnes), mais elle est surtout employée dans la région de Port Moresby, la capitale. C'est une langue dont le statut véhiculaire est en régression depuis environ 1970, supplanté par le tok pisin et l'anglais.
Au total, plus de 800 langues sont recensées dans le pays,, dont 600 langues papoues et 200 langues mélanésiennes, en faisant le pays linguistiquement le plus divers au monde. Aucune n'est parlée nativement par plus de 5 % de la population du pays,.
Le taux d'alphabétisation chez les personnes de 15 ans et plus en 2015 y est estimé à 64 % selon l'UNESCO, dont 66 % chez les hommes et 63 % chez les femmes. Le Recensement Général de la Population et de l'Habitat de la Papouasie-Nouvelle-Guinée de 2011 fait quant à lui état d'un taux d'alphabétisation parmi les personnes âgées de 10 ans et plus de 68 % (contre 57 % lors du recensement de 2000), montrant un taux en progression chez les jeunes et reflétant la progression continue du taux d'alphabétisation dans le pays depuis des décennies.
La langue de scolarisation est la langue locale (350 à 400 langues laissées au choix des communautés) en école maternelle et durant les trois premières années de l'école élémentaire, l'anglais devenant ensuite la langue d'instruction pour le reste de la scolarité. Au primaire et au secondaire, les langues étrangères ne sont pas enseignées par le fait que l'anglais constitue déjà une langue étrangère pour les Papouasiens, celles-ci ne sont enseignées qu'au supérieur.

## Sur Internet
|  | 97 |

|  | 3 |

| Rang | Langue  | Pourcentage  |
| ---- | ------- | ------------ |
| 1    | Anglais | \| \| 100 \| |
|      | 100     |              |

|  | 99 |

|  | 1 |

| # | Langue  |
| - | ------- |
| 1 | Anglais |